# Арыг-Узю
Арыг-Узю, Арыг-Узуу (тув. Арыг-Үзүү — лес-разрыв) — село в Улуг-Хемском кожууне Республики Тыва. Образует сумон Арыскан.

## Внутреннее деление
Внутреннее деление села Арыг-Узю сложное: в него входят 14 местечек и улиц:
Местечки (всего 18)
- Местечко Ак-Хая
- Местечко Бригада 1-я
- Местечко Бригада 2-я
- Местечко Баян-Олчей
- Местечко Белдир-Кежии
- Местечко Биче-Тей
- Местечко Даштыг-Хову
- Местечко Доора-Хову
- Местечко Казанак
- Местечко Кошара № 1
- Местечко Кошара № 2
- Местечко Кошара № 3
- Местечко Кошара № 4
- Местечко Кошара № 5
- Местечко Ногаан-База
- Местечко Ногаан-Даш
- Местечко Терек-Аксы
- Местечко Улуг-Тей

Улицы (всего 8)
- Улица Балчый Геры
- Улица Горького
- Зелёная улица
- Улица Игоря Солдуп
- Улица Кочетова
- Улица Мира
- Набережная улица
- Школьная улица[2]

## Топонимика
Название Арыг-Узю (тув. Арыг-Үзүү) происходит от тувинского арыг — пойменный лес и үзүү — разрыв, перерыв, то есть лес-разрыв.

## Население
| 2002  | 2010  | 2011  | 2012  | 2013  | 2014  | 2015  |
| ----- | ----- | ----- | ----- | ----- | ----- | ----- |
| 1314  | ↗1421 | ↘1414 | ↘1392 | ↘1353 | ↘1311 | ↗1327 |
| 2016  | 2017  | 2018  | 2019  | 2020  | 2021  |       |
| ↗1341 | ↗1363 | ↗1369 | ↗1387 | ↘1385 | ↗1483 |       |